# Pavel Šenkyřík
Pavel Šenkyřík (* 26. července 1976 Brno) je český římskokatolický duchovní, od roku 2016 člen Kněžské rady diecéze brněnské a od roku 2022 také biskupský vikář pro pastoraci a vzdělávání.

## Život

### Původ
Narodil se 26. července 1976 v Brně, pochází z obce Velatice nedaleko Brna.

### Kariéra
Po maturitě nastoupil do Teologického konviktu v Litoměřicích a roku 1997 na Cyrilometodějskou teologickou fakultu Univerzity Palackého v Olomouci. Během pětiletého působení v Arcibiskupském kněžském semináři v Olomouci přijal roku 2001 jáhenské svěcení a poté působil ve farnostech Blansko a Adamov. Dne 11. října 2002 byl biskupem diecéze brněnské Vojtěchem Cikrlem vysvěcen na kněze.
Po kněžském svěcení působil jako farní vikář ve farnosti Fryšava pod Žákovou horou a v Krásném, následně ve farnostech Boskovice a Svitávka a od roku 2003 ve farnosti u kostela sv. Jakuba v Brně. Dne 1. září 2005 byl ustanoven administrátorem farnosti u kostela sv. Augustina v Brně a po pátém roce se zde stal také farářem. Během svého působení v kostele sv. Augustina v Brně působil jako spirituál na Cyrilometodějské církevní základní škole v blízké Lerchově ulici a roku 2013 mu byla svěřena formace kandidátů stálého jáhenství.
V letech 2015 až 2022 působil jako farář ve Velkém Meziříčí a zároveň jako tamní děkan. V letech 2015–2022 byl coby velkomeziříčský farář také administrátorem excurrendo ve farnosti Bory a v letech 2016–2022 také ve farnosti Netín. Od roku 2016 je členem Kněžské rady brněnské diecéze.
Dne 1. srpna 2022 byl jmenován biskupským vikářem pro pastoraci a vzdělávání diecéze brněnské, ve funkci nahradil kanovníka Romana Kubína. Ve stejnou dobu byl odvolán ze své funkce velkomeziříčského děkana.
V roce 2023 byl jmenován farářem ve  farnosti u katedrály sv. Petra a Pavla, Brno, kde od roku 2016 působil Tomáš Koumal.